# Gynoplistia tooronga
Gynoplistia tooronga är en tvåvingeart som beskrevs av Günther Theischinger 1993. Gynoplistia tooronga ingår i släktet Gynoplistia och familjen småharkrankar. Inga underarter finns listade i Catalogue of Life.